# أمينة طاهر
أمينة طاهر هي رائدة أعمال إماراتية، حاصلة على ماجستير في الإدارة العامة عام 2015 من جامعة هارفارد الأميركية، وماجستير في إدارة الأعمال عام 2009 من كلية لندن للأعمال في المملكة المتحدة، وبكالوريوس في الدراسات الإعلامية التطبيقية عام 2003 من كليات التقنية العليا في الإمارات، وأختيرت كواحدة من أفضل 50 سيدة أعمال مؤثرة في الشرق الأوسط من قبل مجلة فوربس لعام 2020. وأدرجت على قائمة فوربس كأفضل 50 متخصص في التسويق والاتصالات في الشرق الأوسط. وفي الفترة من 2010 إلى 2014، شغلت منصب رئيس قسم الاتصالات والتنمية الاجتماعية في شركة مبادلة للاستثمار. في عام 2011، شاركن في تأسيس شركة Slices، وهي شركة ناشئة قدمت أكثر من مليون وجبة من مصادر محلية لأطفال المدارس الإماراتيين.

## مناصب وعضوية
- نائب الرئيس لشؤون العلامة التجارية والتسويق.
- نائب الرئيس للاتصالات والشؤون المؤسسية.
- عضو في مجلس إدارة جمعية الشرق الأوسط للعلاقات العامة.
- عضو في شركة دي إكس بي إنترتينمنتس.[7]
- عضو في اتحاد الإمارات للتنس.[8]